# 大東市立住道中学校
大東市立住道中学校（だいとうしりつ すみのどうちゅうがっこう）は、大阪府大東市にある公立の中学校である。片町線住道駅のすぐ南側にある。

## 沿革
1947年の学制改革当時、現在の学校周辺にあたる北河内郡住道町では、隣接する四条町（現在の大東市）と学校組合を設置し、「学校組合立讃良中学校」として中学校を発足させた。
2年後の1949年、住道町と四条村は学校組合を解き、住道町立住道中学校（当校）と四条村立四条中学校（現在の大東市立四条中学校）の2校に分離した。
- 1949年 - 北河内郡住道町立住道中学校として創立。
- 1956年 - 住道町が合併で大東市になったことに伴い、大東市立住道中学校へ改称。
- 1978年 - 校区の一部を、新設の大東市立谷川中学校へ分離。
- 1982年 - 大東市立大東中学校が分離
- 2013年9月3日 -　給食開始（ランチボックス型）

## 通学区域
- 大東市立泉小学校、大東市立住道北小学校、大東市立住道南小学校の通学区域。
- 浜町、赤井1丁目、住道1・2丁目、新町、末広町、栄和町、扇町、御供田1～5丁目、泉町1・2丁目、平野屋1・2丁目、中垣内7丁目、南新田1・2丁目、大野1・2丁目、川中新町[1]

## 出身者
- 角淳一 - 毎日放送専属パーソナリティ、元同局アナウンサー
- 木本武宏（TKO） - お笑い芸人
- 星原健太 - 元サッカー選手
- 平田健太 - 舞台芸人、吉本新喜劇座員
- 山崎琢磨 - プロ野球選手、福岡ソフトバンクホークス
- 竹田祐 - プロ野球選手、DeNAベイスターズ
- 東坂浩一 - 政治家、元大東市長

## 交通
- 片町線（学研都市線） 住道駅 南西へ約300m。